# Dark (série télévisée)
Pour les articles homonymes, voir Dark.
Dark est une série télévisée de science-fiction allemande de vingt-six épisodes de soixante minutes environ, diffusée depuis le 1er décembre 2017 sur Netflix. Tous les épisodes de la série sont écrits par Jantje Friese et réalisés par Baran bo Odar.
Elle a été sélectionnée et projetée en avant-première mondiale au Festival international du film de Toronto en septembre 2017.

## Synopsis
En 2019, le policier Ulrich Nielsen cherche désespérément son fils disparu, Mikkel, âgé de 11 ans. Trente-trois ans plus tôt, en 1986, c'est son frère cadet Mads qui avait disparu dans des circonstances tout aussi mystérieuses. Dans la ville de Winden, quatre familles, traumatisées par cette disparition, tentent de résoudre les mystères qui entourent la région. Jonas Kahnwald est lui aussi marqué par cette affaire, ainsi que par le suicide de son père. Il tente d'en savoir plus.
Les enquêtes des policiers et de certains habitants mettent en lumière une histoire qui recommence tous les trente-trois ans. Des événements se déroulant en 1953, 1986 et 2019 sont étroitement liés. Les recherches effectuées pour trouver le coupable de ces disparitions vont peu à peu révéler les secrets de la petite ville paisible.

## Distribution
- Louis Hofmann (VF : Benjamin Bollen) : Jonas Kahnwald
- Andreas Pietschmann (VF : Thibaut Lacour) : L'étranger
- Dietrich Hollinderbäumer (VF : Patrice Melennec) : Adam
- Maja Schöne (de) (VF : Anneliese Fromont) : Hannah Kahnwald
- Ella Lee (VF : Clara Quilichini) : Hannah Kahnwald (1986)
- Sebastian Rudolph (VF : Cédric Ingard) : Michael Kahnwald
- Anne Ratte-Polle (de) (VF : Chantal Baroin) : Ines Kahnwald
- Lena Urzendowsky : Ines Kahnwald (1953)
- Angela Winkler (VF : Jocelyne Darche) : Ines Kahnwald (2019)
- Florian Panzner : Daniel Kahnwald
- Oliver Masucci (VF : Yann Guillemot) : Ulrich Nielsen
- Ludger Bökelmann (VF : Julien Crampon) : Ulrich Nielsen (1986)
- Jördis Triebel (VF : Vanina Pradier) : Katharina Nielsen
- Nele Trebs (VF : Victoria Grosbois) : Katharina Albers (1986)
- Lisa Vicari (VF : Émilie Rault) : Martha Nielsen
- Barbara Nüsse : Eva ; Martha 66 ans plus âgée du monde parallèle
- Nina Kronjäger : Martha 33 ans plus âgée du monde parallèle
- Daan Lennard Liebrenz (VF : Kaycie Chase) : Mikkel Nielsen
- Moritz Jahn (VF : Brice Ournac) : Magnus Nielsen
- Walter Kreye (VF : Hervé Caradec) : Tronte Nielsen
- Felix Kramer (VF : Stanislas Forlani) : Tronte Nielsen (1986)
- Anne Lebinsky (VF : Caroline Santini) : Jana Nielsen (1986)
- Antje Traue (VF : Sandra Valentin) : Agnes Nielsen
- Helena Pieske : Agnes Nielsen (1921)
- Karoline Eichhorn (VF : Laura Blanc) : Charlotte Doppler
- Stephanie Amarell : Charlotte Doppler (1986)
- Stephan Kampwirth (VF : Mathieu Buscatto) : Peter Doppler
- Pablo Striebeck : Peter Doppler (1987)
- Gina Alice Stiebitz : Franziska Doppler
- Anatole Taubman (VF : Antoine Schoumsky) : Bernd Doppler (1953)
- Hermann Beyer (VF : Mathieu Rivolier) : Helge Doppler
- Peter Schneider (VF : Jean Rieffel) : Helge Doppler (1986)
- Tom Philipp : Helge Doppler (1953)
- Cordelia Wege (VF : Ariane Aggiage) : Greta Doppler (1953)
- Carlotta von Falkenhayn : Elisabeth Doppler (2019)
- Sandra Borgmann : Elisabeth Doppler (2053)
- Gwendolyn Göbel : Claudia Tiedemann (1953)
- Julika Jenkins (VF : Brigitte Aubry) : Claudia Tiedemann (1986)
- Lisa Kreuzer (VF : Cathy Cerda) : Claudia Tiedemann (2019)
- Deborah Kaufmann (VF : Céline Mauge) : Regina Tiedemann
- Lydia Maria Makrides (VF : Lucille Boudonnat) : Regina Tiedemann (1986)
- Peter Benedict (VF : Jean-Christophe Brétignière) : Aleksander Tiedemanm
- Paul Lux (VF : Maxime Baudouin) : Bartosz Tiedemann
- Roman Knizka : Bartosz Tiedemann (âgé)
- Christian Pätzold (VF : Achille Orsoni) : Egon Tiedemann (1986)
- Sebastian Hülk (VF : Jean-Baptiste Marcenac) : Egon Tiedemann (1953)
- Mark Waschke (VF : Denis Laustriat) : Noah
- Max Schimmelpfennig (VF : Garlan Le Martelot) : Noah (1921)
- Luise Heyer (VF : Laura Pelerins) : Doris Tiedemann
- Christian Steyer (VF : Frédéric Cerdal) : H. G. Tannhaus (1986)
- Arnd Klawitter (VF : Jérémy Bardeau) : H. G. Tannhaus (1953)
- Axel Werner : Gustav Tannhaus (1888)
- Tatja Seibt : Jana Seibt
- Leopold Hornung (VF : Thomas Roditi) : Torben Wöller
- Sylvester Groth (VF : Bernard Bollet) : Viktor Clausen
- Hans Diehl : L'Origine âgé, père de Tronte
- Jakob Diehl : L'Origine, père de Tronte
- Sammy Scheuritzel : Killian Obendorf du monde parallèle.

## Production

### Distribution des rôles
Pour la première saison : Louis Hoffmann est choisi pour jouer le rôle principal de Jonas Kahnwald, Oliver Masucci pour interpréter Ulrich Nielsen, Karoline Eichhorn pour le rôle de Charlotte Doppler, Jordis Triebel pour Katharina Nielsen et Mark Waschke pour Noah.
Pour la deuxième saison :  Dietrich Hollinderbäumer pour le rôle d'Adam et Sylvester Groth pour le rôle de Viktor Clausen.
Pour la troisième et dernière saison : Barbara Nusse pour le rôle de Eva l'alter-ego de Adam, Sammy Scheuritzel pour interpréter le frère de Erik Obendorf et Hans, et Jakob Diehl dans le rôle de l'Origine.

### Tournage
Baran bo Odar et l’équipe du tournage commencent à filmer la saison 1 le 18 octobre 2016 dans Berlin et ses alentours. Le tournage se termine le 8 avril 2017 : « 150 jours passés en grande majorité dans le froid et sous les feuillages et la pluie. »

### Musique
Les musiques originales de la série ont été composées par Ben Frost et la chanson du générique est la chanson Goodbye d'Apparat interprétée par la chanteuse Soap&Skin.

### Fiche technique
- Titre original : Dark
- Création : Baran bo Odar
- Réalisation : Baran bo Odar
- Scénario : Baran bo Odar ; Jantje Friese, Martin Behnke, Ronny Schalk et Marc O. Seng
- Direction artistique : Udo Kramer
- Décors : Stefan Hauck
- Costumes : Anette Guther
- Photographie : Nikolaus Summerer
- Montage : Robert Rzesacz, Denis Bachter, Anja Siemens et Sven Budelmann
- Casting : Simone Bär
- Musique : Ben Frost
- Production : Erik Barmack, Quirin Berg, Baran bo Odar, Jantje Friese, Amanda Krentzman, Kelly Luegenbiehl, Justyna Müsch, Arno Neubauer et Max Wiedemann
- Société de production : Wiedemann & Berg Television
- Société de distribution : Netflix
- Pays d'origine :  Allemagne
- Langue originale : allemand
- Format : couleur
- Genre : fantastique surnaturel
- Nombre de saisons : 3
- Nombre d'épisodes : 26
- Durée : 44–60 minutes
- Dates de première diffusion :
  - Canada : 9 septembre 2017 (Festival international du film de Toronto)[2] ;
  - Allemagne, Belgique, France, Québec, Suisse romande : 1er décembre 2017.

## Épisodes

### Première saison (2017)
La première saison est diffusée le 1er décembre 2017.
1. Secrets (Geheimnisse)
2. Mensonges (Lügen)
3. Passé et présent (Gestern und Heute)
4. Doubles Vies (Doppelleben)
5. Vérités (Wahrheiten)
6. Sic mundus creatus est (Sic mundus creatus est)
7. Carrefour (Kreuzwege)
8. On récolte ce que l’on sème (Was man sät, das wird man ernten)
9. Tout est maintenant (Alles ist jetzt)
10. Alpha et Oméga (Alpha und Omega)

#### Détails saison 1
| Numéro de production | Numéro de l’épisode | Titre                                                          | Dirigé par    | Écrit par                     | Date de sortie    |
| --- | ------------------- | -------------------------------------------------------------- | ------------- | ----------------------------- | ----------------- |
| 1 | 1                   | Secrets Geheimnisse                                            | Baran bo Odar | Jantje Friese                 | 1er décembre 2017 |
| En juin 2019, Michael Kahnwald, 43 ans, se suicide, mais sa mère Ines cache sa lettre de suicide avant que quiconque ne la remarque. Le 4 novembre, après près de deux mois de traitement dans un établissement psychiatrique, Jonas, le fils adolescent de Michael, retourne à l'école et retrouve son meilleur ami Bartosz Tiedemann, qui sort maintenant avec Martha. Erik Obendorf, le principal fournisseur de marijuana du lycée, a disparu depuis deux semaines. L'officier de police Ulrich Nielsen - père de Martha et de ses frères, le jeune Magnus et le petit Mikkel - est chargé de l'enquête et peine à découvrir des indices. Ulrich trompe son épouse, Katharina, directrice du lycée, avec Hannah, mère de Jonas. Alors qu'ils recherchent la drogue cachée par Erik dans une grotte près d'une centrale nucléaire destinée à la fermeture, Jonas, Bartosz, les trois enfants Nielsen et Franziska Doppler sont effrayés par des bruits étranges et le vacillement de leurs lampes de poche ; Mikkel disparaît alors qu'ils fuient la grotte. Le lendemain, le corps d'un garçon inconnu est découvert. Dans un lieu non identifié, une silhouette encapuchonnée attache Erik à une sorte de chaise électrique. |                     |                                                                |               |                               |                   |
| 2 | 2                   | Mensonges Lügen                                                | Baran bo Odar | Jantje Friese & Ronny Schalk  | 1er décembre 2017 |
| La disparition de Mikkel rappelle des souvenirs de 1986, lorsque Mads, frère d'Ulrich, s'est volatilisé. Ulrich commence à croire que les disparitions d'Erik, de Mikkel et le corps du troisième garçon sont liés. En fouillant la grotte, il trouve une porte verrouillée menant à la centrale nucléaire. Bien que la demande d'Ulrich d'entrer dans l'établissement soit refusée par le directeur Aleksander Tiedemann, père de Bartosz, il écarte de sa liste de suspects le père d'Erik Obendorf, chauffeur à la centrale. La cheffe de la police, Charlotte Doppler, est informée que le garçon mort, habillé dans une tenue des années 1980, est décédé seulement 16 heures plus tôt, et que ses tympans ont été détruits par une pression extrême. Alors que les lumières vacillent et que des oiseaux tombent morts du ciel, Charlotte est de plus en plus inquiète. Pendant ce temps, un étranger en tenue négligée s'installe dans l'hôtel chic de Regina, mère de Bartosz. Jana, mère d'Ulrich, ment à ce dernier en prétendant que son mari Tronte était avec elle la nuit de la disparition de Mads, sachant qu'il avait quitté leur maison. À l'aube, un Mikkel désorienté se réveille dans la grotte et court chez lui, pour découvrir qu'il vient de basculer au 5 novembre 1986. |                     |                                                                |               |                               |                   |
| 3 | 3                   | Passé et présent Gestern und Heute                             | Baran bo Odar | Jantje Friese & Marc O. Seng  | 1er décembre 2017 |
| En 1986, un mois après la disparition de Mads Nielsen, Mikkel, désespéré, est retrouvé par le chef de la police Egon Tiedemann, qui le soupçonne d'avoir été battu par le jeune Ulrich. Mikkel est amené à l'hôpital par Ines, alors infirmière, qui gagne sa confiance. À la centrale nucléaire, la nouvelle directrice Claudia Tiedemann, fille d'Egon et mère de Regina, se heurte à son prédécesseur Bernd Doppler, qui l'informe de l'existence de barils secrets cachés dans la grotte voisine. Helge, fils de Bernd, offre un livre à Claudia : Eine Reise durch die Zeit (Un voyage à travers le temps) de H. G. Tannhaus. Alors que l'électricité de la ville défaille de nouveau, la jeune Charlotte commence à enquêter sur la mort des oiseaux, tandis que la timide petite Hannah éprouve des sentiments non réciproques pour Ulrich, et que Regina, victime de brimades, s'automutile. Un troupeau de moutons est retrouvé mort d'un arrêt cardiaque, les tympans éclatés, et, dans un lieu inconnu, un homme entouré d'horloges bricole une machine en cuivre. Mikkel s'échappe de l'hôpital et retourne dans la grotte ; après s'être cassé la jambe, il appelle à l'aide. En 2019, Ulrich, qui est également retourné dans les grottes, entend ses faibles appels, mais ils ne peuvent se voir car le père et le fils se trouvent dans des époques différentes.                                                                                                 |                     |                                                                |               |                               |                   |
| 4 | 4                   | Double Vies Doppelleben                                        | Baran bo Odar | Martin Behnke & Jantje Friese | 1er décembre 2017 |
| En 2019, Jonas trouve des cartes et des notes sur la grotte dans le garage familial, tandis que Charlotte cherche un lien entre les garçons disparus et les oiseaux morts. À l'instar du garçon retrouvé mort, ils ont les tympans éclatés, symptômes similaires à ceux des oiseaux retrouvés après la catastrophe de Tchernobyl. Charlotte soupçonne alors des liens avec les événements de Winden en 1986. Son mariage avec le psychologue Peter s'effrite depuis qu'elle a découvert sa liaison avec une prostituée transgenre ; elle trouve des preuves que Peter était au volant de sa voiture la nuit de la disparition de Mikkel, bien qu'il prétende le contraire. Leur fille aînée, Franziska, confie à Magnus Nielsen qu'elle envisage de quitter Winden en raison du mariage brisé de ses parents. La jeune sœur sourde de Franziska, Elisabeth, disparaît après l'école mais finit par rentrer chez elle, expliquant qu'elle a rencontré un homme mystérieux, Noah, qui lui a donné une montre ayant appartenu à Charlotte. Helge, père de Peter, qui souffre de démence, est retrouvé errant dans la forêt, affirmant qu'il doit arrêter Noah. Le lendemain, une silhouette encapuchonnée s'approche de Yasin, l'ami d'Elisabeth, et lui dit que Noah l'a envoyé. |                     |                                                                |               |                               |                   |
| 5 | 5                   | Vérités Wahrheiten                                             | Baran bo Odar | Martin Behnke & Jantje Friese | 1er décembre 2017 |
| En 1986, Mikkel reçoit la visite d'un prêtre à l'hôpital : Noah. Après avoir assisté à une relation sexuelle entre Ulrich et Katharina, Hannah ment à la police en disant qu'elle a vu Ulrich violer Katharina, et Ulrich est arrêté. En 2019, alors que Yasin a également disparu, la panique se répand, et Charlotte accuse Peter d'être impliqué dans les disparitions des garçons. Hannah veut reprendre sa liaison avec Ulrich, mais celui-ci refuse. À l'hôtel, l'Étranger demande à Regina de livrer un paquet à Jonas. Sur la tombe de Michael, l'Étranger s'approche de Jonas, lui disant que son père lui a sauvé la vie un jour. Bartosz rencontre le fournisseur de drogue d'Erik Obendorf, qui est aussi Noah. Jonas reçoit le paquet de l'Étranger, qui contient une lampe, un compteur Geiger et la lettre de suicide de Michael, où il explique que le 4 novembre 2019, il a voyagé jusqu'en 1986. Il y est resté et a grandi, élevé par Ines, pour finalement épouser Hannah et engendrer Jonas. Mikkel Nielsen est donc devenu Michael Kahnwald. |                     |                                                                |               |                               |                   |
| 6 | 6                   | Sic Mundus Creatus Est (en français : Ainsi le Monde fut créé) | Baran bo Odar | Jantje Friese & Ronny Schalk  | 1er décembre 2017 |
| En 2019, la famille de Mikkel lutte pour conserver son unité ; Regina se découvre un cancer du sein, et Ulrich apprend que son père avait une liaison avec Claudia lors de la disparition de Mads. Après avoir appris que Regina est la dernière à avoir vu Mads en 1986, Ulrich la confronte et, alors qu'elle admet lui en vouloir de l'avoir brutalisée pendant leur enfance, elle lui apprend que c'est Hannah qui l'a piégé pour un prétendu viol. À la morgue, Ulrich se rend compte que le garçon mort est son frère Mads, qui n'a pas vieilli depuis 33 ans. Jonas ne parle pas à sa mère de la lettre de suicide, mais pénètre dans la grotte armé des notes de son père et de l'équipement du paquet envoyé par l'étranger. À l'intérieur, il trouve une porte sur laquelle figure une phrase latine, Sic mundus creatus est (C'est ainsi que le monde fut créé) accompagnée d'un dessin mystérieux. Après avoir atteint le monde de 1986, il y voit des affiches signalant la disparition de Mads Nielsen. Une camionnette s'arrête, avec à l'intérieur sa mère Hannah, qui a 14 ans et le père de celle-ci, Sebastian, qui le mettent en garde contre la pluie qui tombe, contaminée par la récente catastrophe de Tchernobyl. |                     |                                                                |               |                               |                   |
| 7 | 7                   | Carrefours Kreuzwege                                           | Baran bo Odar | Jantje Friese & Marc O. Seng  | 1er décembre 2017 |
| En 1986, Helge, qui travaillait à l'usine la nuit où Mads a disparu, est interrogé par Egon pour savoir où il se trouvait. L'Étranger prévient Jonas que s'il ramène dans son présent le petit Mikkel trouvée à la clinique, lui-même ne naîtra jamais (puisqu'il est son fils). Katharina tente en vain de convaincre Egon qu'Ulrich ne l'a pas violée car elle était consentante. Helge et Noah se préparent à déplacer le cadavre de Yasin d'un bunker situé derrière la cabane d'Helge. En 2019, la police est enfin autorisée à entrer dans la centrale électrique, et Charlotte découvre une porte fermée par soudure dans la grotte. Ulrich trouve les notes d'Egon de 1986, faisant de Helge un suspect, et lui rend visite à la maison de retraite. Effrayé, Helge prétend être capable de changer le passé et le futur. Ulrich est suspendu de son travail et Katharina le confronte sur son infidélité. Charlotte découvre que le réseau de la grotte passe sous une vieille cabane appartenant à Helge. Elle reçoit un message d'Ulrich, affirmant que Helge est le kidnappeur, mais que la question n'est pas de savoir « où ? » sont les enfants enlevés, mais « quand ? ». Helge quitte la maison de retraite, suivi par Ulrich, qui a trouvé un livre dans la chambre de ce dernier : Eine Reise durch die Zeit, de H.G. Tannhaus. |                     |                                                                |               |                               |                   |
| 8 | 8                   | On récolte ce que l’on sème Was man sät, das wird man ernten   | Baran bo Odar | Martin Behnke & Jantje Friese | 1er décembre 2017 |
| Dans une nouvelle période, en 1953, des oiseaux tombent morts, et les corps non identifiés d'Erik et de Yasin sont découverts. Le chef de la police Daniel Kahnwald (père d'Ines) et l'officier Egon Tiedemann sont intrigués par les tenues étranges des garçons. Ulrich arrive de 2019 et fait la connaissance de plusieurs habitants, dont la nouvelle venue Agnes Nielsen et son fils Tronte, sur le point de louer une chambre dans la maison des Tiedemann, ainsi que d'un horloger, H.G. Tannhaus, qui nie être l'auteur du livre trouvé chez Helge en 2019. Par les jeunes Ines et Jana, Ulrich apprend la découverte des deux corps, et lorsqu'il rencontre Helge, âgé de 9 ans, il pense que le tuer sauvera la vie des garçons dans le futur. Il le frappe et le laisse pour mort dans le bunker. Tannhaus trouve le smartphone d'Ulrich. En 1986, l'Étranger rencontre un vieux Tannhaus, qui lui fait part de sa théorie sur le voyage dans le temps grâce aux vortex. L'Étranger confirme ses théories et affirme qu'un tel trou de ver, permettant aux gens de voyager 33 ans dans le passé ou le futur, existe à Winden. Il demande à Tannhaus de réparer une machine à voyager dans le temps, en panne, afin de pouvoir détruire le vortex. Après son départ, Tannhaus sort la version originale de l'appareil et compare les deux machines. |                     |                                                                |               |                               |                   |
| 9 | 9                   | Tout Est Maintenant Alles ist Jetzt                            | Baran bo Odar | Jantje Friese & Marc O. Seng  | 1er décembre 2017 |
| En 1986, Ulrich est libéré sans charges, et Hannah découvre secrètement qu'un jeune homme nouvellement arrivé, qui se fait appeler Aleksander Köhler, vit sous une fausse identité. Claudia retrouve son chien Gretchen, disparu en 1953, bien vivant près des grottes, et commence à lire le livre de Tannhaus. Lorsque Bernd admet que les fûts cachés contiennent des sous-produits d'une petite fusion, Claudia engage Aleksander pour en souder secrètement la porte. Lors d'une dispute avec Helge (révélant que les garçons enlevés sont morts à cause de la tentative de Noah de créer une machine à remonter le temps), Noah déclare sa mission de libérer l'humanité, se comparant au Noé biblique. En 2019, Hannah utilise sa connaissance du passé d'Aleksander pour le faire chanter et détruire la vie d'Ulrich. Elle ment à Katharina en lui disant qu'Ulrich voulait quitter sa famille. Regina découvre les recherches de l'Étranger, et Jonas rompt avec Martha. Bartosz est approché par une vieille Claudia, sa grand-mère supposée morte. Plus tard, Bartosz rencontre Noah et accepte de le rejoindre. En 1953, Helge est porté disparu et Noah - qui semble avoir le même âge qu'en 1986 et 2019 - offre un soutien pastoral à Greta, la mère de Helge. Ulrich est arrêté et avoue le meurtre de Helge. La Claudia de 2019 entre dans la boutique de Tannhaus avec les plans de la machine à remonter le temps, lui demandant de la construire pour elle. |                     |                                                                |               |                               |                   |
| 10 | 10                  | Alpha et Omega Alpha und Omega                                 | Baran bo Odar | Jantje Friese & Ronny Schalk  | 1er décembre 2017 |
| La nuit de la disparition de Mikkel, Peter se rend dans la cabane d'Helge lorsque le corps de Mads y apparaît soudainement. Il appelle Tronte à la cabane, et Claudia arrive, leur disant de déplacer le cadavre. En 1986, Helge, jeune, est percuté par une voiture que conduit son double âgé ; celui-ci est tué par la collision. Jonas est également revenu en 1986 pour ramener Mikkel en 2019, mais Noah et Helge l'enlèvent. Jonas se réveille dans le bunker, accompagné de l'Étranger, qui se révèle être Jonas adulte. L'Étranger part détruire le vortex à l'aide de la machine temporelle, que Tannhaus a complétée à partir de la version cassée apportée par Jonas adulte et du smartphone qu'Ulrich avait laissé chez lui. En 2019, Charlotte découvre un article de 1953 sur l'enlèvement de Helge, illustré par une photo de son collègue Ulrich. Noah annonce à Bartosz que Claudia est leur principal adversaire, et que Jonas adulte, sans le vouloir, est sur le point de créer le vortex. En 1953, Helge reprend conscience, alors que le vortex apparaît, le reliant à Jonas en 1986. Comme ils se rejoignent, Helge est transporté en 1986, tandis que Jonas se réveille dans un Winden post-apocalyptique, en 2052. Il est accosté par une bande véhiculée et armée et est assommé par une jeune femme qui semble être leur chef. |                     |                                                                |               |                               |                   |

### Deuxième saison (2019)
Le 20 décembre 2017, la série est renouvelée pour une deuxième saison. Elle est diffusée depuis le 21 juin 2019.
1. Le Début et la Fin (Anfänge und Enden)
2. Sombre Matière (Dunkle Materie)
3. Fantômes (Gespenster)
4. Les Voyageurs (Die Reisenden)
5. Perdus et retrouvés (Vom Suchen und Finden)
6. Un cycle sans fin (Ein unendlicher Kreis)
7. Le Diable blanc (Der weiße Teufel)
8. La Fin et le Début (Enden und Anfänge)

#### Détails saison 2
| Numéro de production | Numéro de l’épisode | Titre                                     | Dirigé par    | Écrit par                      | Date de sortie |
| --- | ------------------- | ----------------------------------------- | ------------- | ------------------------------ | -------------- |
| 11 | 1                   | Le Début et la Fin Anfänge und Enden      | Baran bo Odar | Jantje Friese & Daphne Ferraro | 21 juin 2019   |
| En 1921, Noah jeune et un autre homme construisent un passage dans la grotte qui deviendra le portail. Noah tue son compagnon qu'il soupçonne d'avoir perdu la foi. Noah jeune est guidé par son aîné, membre d'un groupe de voyageurs du temps appelé Sic Mundus, dirigé par le mystérieux Adam, au visage défiguré. Ce dernier dit à Noah plus âgé de retrouver les pages manquantes du journal de Claudia en prévision d'une apocalypse qui aura lieu le 27 juin 2020. Le 21 juin 2020, six jours avant l'apocalypse, la situation à Winden est devenue tendue. L'enquêteur Clausen arrive pour aider Charlotte et les forces de police dans leurs recherches sur les disparitions, qui concernent maintenant Helge, Jonas et Ulrich. Katharina cherche des réponses dans la grotte. Martha rompt avec Bartosz, qui travaille maintenant avec Noah. Le Jonas adulte du futur se fait reconnaître par sa mère Hannah. Le directeur de la centrale nucléaire, Aleksander, fait déplacer un camion de déchets radioactifs. En 2053, l'adolescent Jonas est toujours coincé dans le Winden post-apocalyptique, ayant appris l'imminence de la catastrophe. Il a l'intention de l'arrêter, mais il est surveillé de près par Elisabeth adulte, qui a survécu et dirige maintenant un groupe de survivants. Elle interdit à quiconque de pénétrer dans la centrale électrique sous peine de mort. Jonas pénètre néanmoins dans la zone morte et y trouve une grande masse noire flottant à l'intérieur du réacteur à particules. |                     |                                           |               |                                |                |
| 12 | 2                   | Sombre Matière Dunkle Materie             | Baran bo Odar | Jantje Friese & Ronny Schalk   | 21 juin 2019   |
| En 1987, Mikkel s'efforce de vivre sa nouvelle vie en tant que Michael avec Ines comme tutrice. L'ancienne Claudia rend visite à sa cadette pour l'informer sur les voyages dans le temps, lui donnant les coordonnées d'une machine à remonter le temps enterrée dans son jardin. Egon est maintenant à la retraite et souffre d'un cancer avancé. Il doute de ses actions concernant les corps des enfants morts en 1953. Il interroge Helge et se rend dans l'établissement psychiatrique local pour rendre visite au vieux Ulrich, qui a passé 34 ans en prison après avoir été accusé par erreur de meurtre. Ulrich reproche à Egon sa naïveté. En 2020, Clausen et Charlotte interrogent Regina, qui souffre d'un cancer du sein. Elle parle de l'Étranger qui était à son hôtel lors des disparitions et qui a laissé ses affaires, dont des pages du livre de Tannhaus. Ces nouvelles preuves amènent Charlotte, qui a été élevée par Tannhaus, à s'interroger sur ses origines. Jonas, devenu adulte, informe Hannah sur le voyage dans le temps et l'emmène en 1987, où ils voient Mikkel dans la maison d'Ines. En 2053, Jonas apprend par des enregistrements de Claudia l'existence de la particule de Dieu, la sphère du réacteur qui peut être utilisée comme un portail pour voyager dans le temps. Il vole du carburant pour le portail, mais est attrapé par Elisabeth. Elle commence par le pendre en public, mais l'épargne et l'emprisonne à la place. Silja, l'interprète d'Elisabeth, doute de la position d'Elisabeth et libère Jonas. Ils se rendent dans la zone morte, où ils retrouvent la masse noire en suspension. Jonas y pénètre, laissant Silja derrière lui. |                     |                                           |               |                                |                |
| 13 | 3                   | Fantômes Gespenster                       | Baran bo Odar | Jantje Friese & Marc O. Seng   | 21 juin 2019   |
| En 1954, Helge, jeune et défiguré, revient après avoir disparu pendant sept mois, mais refuse de parler à quiconque sauf à Noah, avec qui il a passé les sept derniers mois en 1987 à construire une nouvelle machine à remonter le temps. Doris trompe son mari, Egon, avec Agnès. La vieille Claudia rencontre ensuite cette dernière, ancien membre de Sic Mundus. Elle est la soeur de Noah, à qui elle révèle l'emplacement des pages manquantes dans l'espoir de rejoindre Sic Mundus. Claudia lui remet le livre de Tannhaus et rend visite à son père pour s'excuser auprès de lui, à sa grande confusion. Claudia rencontre Noah dans la forêt, qui la tue, récupère les pages manquantes et est consterné par ses découvertes. Il ment à Adam sur ce sujet. Egon interroge Helge sans succès et rend visite à Ulrich en prison, qui ne réagit pas. En 1987, Egon rend visite à Ulrich âgé à l'asile. Celui-ci révèle à Egon son identité, ce qui lui rappelle les déclarations de Mikkel lors de sa première apparition en 1986. Après avoir interrogé Inès, Egon, montrant à Ulrich âgé une photo de Mikkel, est attaqué par ce dernier. Claudia rend visite à Helge, puis utilise la machine à voyager dans le temps qu'elle a trouvée pour se rendre en 2020 ; elle pleure en voyant sa fille Regina atteinte d'un cancer. |                     |                                           |               |                                |                |
| 14 | 4                   | Les Voyageurs Die Reisenden               | Baran bo Odar | Jantje Friese & Martin Behnke  | 21 juin 2019   |
| Le jeune Jonas, blessé, se retrouve en 1921 à Winden, où il est soigné par les habitants. Il tente de retourner en 2020, mais il est bloqué car le portail n'a pas encore été construit. Noah l'escorte pour rencontrer Adam, qui se révèle être un Jonas très âgé. En 2020, Jonas adulte et sa mère Hannah rencontrent Charlotte et son mari Peter au bunker : ils discutent de l'existence du voyage dans le temps, qu'ils révèlent également à une Katharina sceptique. La version 1987 de Claudia se rend à la bibliothèque de Winden, où elle découvre un rapport sur la mort d'Egon. Clausen interroge Aleksander, qui lui révèle son nom original - Köhler - avant son mariage avec Regina dont il a pris le nom de famille. Martha, Magnus, Franziska et Elisabeth visitent la grotte, où ils trouvent Bartosz portant la machine à remonter le temps ; ils la lui prennent et l'abandonnent ligoté dans la grotte. Katharina identifie son fils Mikkel sur une photo de classe de 1987, ce qui confirme les dires de Jonas. En 2053, Silja entre dans la centrale électrique, où elle est confrontée à Elisabeth adulte, qui la menace d'une arme. Elles ont une conversation animée au cours de laquelle cette dernière admet qu'elle connaît la particule divine. |                     |                                           |               |                                |                |
| 15 | 5                   | Perdus et Retrouvés Vom Suchen und Finden | Baran bo Odar | Jantje Friese & Ronny Schalk   | 21 juin 2019   |
| En 1921, Adam discute de sa philosophie avec Jonas, qui est consterné par la personne insensible qu'il va devenir. Adam parle à Jonas d'une faille qui permet de changer le passé et lui montre une particule divine qui l'emmène à l'époque qu'il souhaite. Jonas décide de se rendre à la veille du suicide de Michael pour le convaincre de ne pas passer à l'acte. En 1987, Claudia invite Egon à emménager chez elle dans l'espoir d'empêcher sa mort imminente. Ulrich, emprisonné, s'échappe de l'unité psychiatrique pour rendre visite à Mikkel dans la maison des Kahnwald. Après une conversation, Mikkel se rend compte que le vieil homme est en fait son père. Ulrich tente d'emmener Mikkel à la grotte mais il est appréhendé par la police. Inès récupère Mikkel et Ulrich retourne dans le service psychiatrique. En 2020, Katharina tente d'expliquer à Magnus et Martha ce qu'elle a découvert mais est rabrouée par ses enfants pour son comportement distant. Katharina demande alors à Hannah de l'aider à comprendre le voyage dans le temps. Jonas adulte laisse un collier à Martha et se rend chez les Doppler pour aider Charlotte, qui explique que Tannhaus n'est pas son vrai grand-père et qu'elle n'a jamais appris l'identité de ses parents. Magnus, Martha, Franziska et Elisabeth retournent dans les grottes, où Bartosz leur explique le fonctionnement de la machine à remonter le temps avant de les emmener en 1987. Noah rend visite à Charlotte dans l'atelier de Tannhaus et lui révèle qu'elle est sa fille. |                     |                                           |               |                                |                |
| 16 | 6                   | Un Cycle Sans Fin Ein unendlicher Kreis   | Baran bo Odar | Jantje Friese & Martin Behnke  | 21 juin 2019   |
| Jonas voyage dans le passé jusqu'au 20 juin 2019 pour empêcher Michael de se suicider. Le Jonas de 2019 se rend à la plage avec Martha, Bartosz et Magnus ; Michael a une rencontre tendue avec sa version du passé ; Charlotte et Peter luttent pour communiquer à la suite de la liaison de Peter ; Aleksander craint que son passé ne le rattrape. Après avoir vu le Jonas de 2019 quitter le lac, le Jonas de 2020 partage un moment intime avec Martha. Jonas et Hannah arrivent à la maison des Nielsen le jour de l'anniversaire d'Ulrich et Katharina, où Jonas a des relations sexuelles avec Martha. Ulrich commence sa liaison avec Hannah. Jonas se réconcilie avec son père et tente de le convaincre de ne pas se suicider. Cependant, Michael affirme qu'il n'envisage pas de se suicider et révèle que c'est Jonas qui a conduit le jeune Mikkel dans le portail en premier lieu. Après avoir lu sa lettre de suicide, Michael suggère que la véritable raison de la présence de Jonas est peut-être d'informer Michael de ce qu'il doit faire et de ce qu'il doit écrire. La vieille Claudia arrive à la maison et convainc Jonas et Michael que Michael doit mourir et que Mikkel doit voyager dans le passé en tant qu'enfant pour que Jonas puisse être conçu, car son rôle dans le cycle est plus important qu'il ne le croit. En 1921, deux membres de Sic Mundus - des versions plus âgées de Magnus et Franziska - partagent leurs préoccupations avec Adam. |                     |                                           |               |                                |                |
| 17 | 7                   | Le Diable Blanc Der weiße Teufel          | Baran bo Odar | Jantje Friese & Marc O. Seng   | 21 juin 2019   |
| En 1954, Egon apprend du médecin légiste que Claudia, découverte tuée par balle, avait été exposée à des quantités inhabituelles de radiations. La théorie veut qu'elle ait kidnappé Helge, mais ce dernier affirme que c'est lui qui lui a parlé de Claudia, le Diable Blanc. Hannah se rend en 1954, donne son nom de Katharina Nielsen et demande à voir Ulrich à l'asile. Ulrich lui promet qu'il quittera Katharina pour elle si elle l'aide à sortir, mais elle ne le croit pas et s'en va froidement. En 1987, Claudia tente d'empêcher la mort de son père. Egon se demande pourquoi Ulrich a essayé d'atteindre à nouveau les grottes, mais Claudia insiste sur le fait qu'il n'y a rien là-bas. Il comprend qu'elle connaît les voyages dans le temps et qu'elle utilise les grottes pour son propre bénéfice. Ils se battent pour le téléphone et il tombe et se cogne la tête. Egon, mourant, lui dit qu'elle est le Diable Blanc. Le Jonas de 2020 arrive et dit à Claudia qu'ils peuvent encore changer les événements. 2020 : Martha rencontre Jonas adulte et est choquée d'apprendre de Katharina qu'il est son neveu. Clausen interroge Aleksander sur son passé et l'informe que son propre frère a disparu en 1986 et qu'il s'appelait Aleksander Köhler. Clausen lui montre une note anonyme expliquant que les réponses à la disparition de son frère pourraient être trouvées à Winden. Aleksander ne dit rien. |                     |                                           |               |                                |                |
| 18 | 8                   | La Fin et le Début Enden und Anfänge      | Baran bo Odar | Jantje Friese & Daphne Ferraro | 21 juin 2019   |
| Bartosz remet le dernier message de l'aînée Claudia à Regina : une photo d'eux deux datant de 1986. Le jeune Jonas explique à Claudia que son aîné lui a appris à sauver le monde, alors qu'Adam veut le détruire. Wöller raconte à Charlotte qu'il a aidé Aleksander à enterrer les déchets radioactifs dans la centrale électrique et elle pense que l'entrée de Clausen dans la zone provoquera l'apocalypse. Noah révèle à Adam qu'il a trouvé les dernières pages et tente de le tuer, mais l'arme ne fait pas feu. Adam dit qu'il ne peut pas être tué car ce n'est pas son destin. Il explique ensuite qu'Elisabeth deviendra la femme de Noah et donc la mère de Charlotte. Magnus, Franziska et Agnès arrivent et Agnès tue Noah avec son propre pistolet. Le jeune Jonas et Claudia mettent en marche la machine à remonter le temps dans les grottes, reliant ainsi le passé et le futur. Le jeune Noah rend visite à Jonas adulte et lui remet une lettre de Martha. Le jeune Jonas et Martha se retrouvent mais sont interrompus par Adam, qui tire sur Martha. Dans la centrale électrique, Clausen force l'ouverture des fûts de déchets radioactifs qui contiennent des roches souillées de matière noire. En 2053, Elisabeth allume la machine, en même temps que Magnus et Franziska le font en 1921. Lorsque Katharina entre dans la grotte et ouvre le portail Sic Mundus, la matière noire crée un portail reliant Elisabeth à Charlotte en 2020. Alors que la ville est rasée par l'apocalypse, le jeune Jonas rencontre une autre version de Martha qui lui dit qu'elle ne vient pas d'une autre époque, mais d'un autre monde.                                          |                     |                                           |               |                                |                |

### Troisième saison (2020)
Le 30 mai 2019, la série est renouvelée pour une troisième et dernière saison. Elle est diffusée depuis le 27 juin 2020.
1. Déjà-vu (Déjà-vu)
2. Les Survivants (Die Überlebenden)
3. Adam et Eva (Adam und Eva)
4. L'Origine (Der Ursprung)
5. Vie et mort (Leben und Tod)
6. Ombre et lumière (Licht und Schatten)
7. Entre-deux (Zwischen der Zeit)
8. Le Paradis (Das Paradies)

#### Détails saison 3
| Numéro de production | Numéro de l’épisode | Titre                               | Dirigé par    | Écrit par                    | Date de sortie |
| --- | ------------------- | ----------------------------------- | ------------- | ---------------------------- | -------------- |
| 19 | 1                   | Déjà-vu                             | Baran bo Odar | Jantje Friese                | 27 juin 2020   |
| En 1987, l'Inconnu - un voyageur du temps qui apparaît à la fois comme son enfant, son adulte et son aîné - brûle l'église Sic Mundus, puis assassine Bernd Doppler chez lui, en lui volant les clés de la centrale nucléaire. Au milieu de l'apocalypse de 2020, Jonas et l'autre Martha voyagent dans un monde parallèle où Jonas n'est jamais né. En novembre 2019, dans cette dimension alternative, Hannah est enceinte et mariée à Ulrich ; Ulrich a une liaison avec Charlotte ; Katharina et Ulrich sont divorcés ; Franziska est sourde au lieu d'Elisabeth ; Peter est pasteur au lieu d'être psychologue ; Martha sort avec Kilian, le frère d'Erik Obendorf, au lieu de Bartosz et Regina est déjà décédée. Martha disparaît à nouveau avant que Jonas ne puisse obtenir plus d'informations. Jonas rencontre ensuite une Martha âgée, qui lui dit que même s'il n'existe pas dans ce monde, celui-ci s'effondrera encore et encore. Martha de la dimension alternative retourne au 21 septembre 1888 pour rencontrer Jonas adulte, qui a passé les derniers mois à construire un dispositif pour activer la particule divine. Martha l'informe qu'elle est venue chercher l'origine des événements dans chacun de leurs mondes. |                     |                                     |               |                              |                |
| 20 | 2                   | Les Survivants Die Überlebenden     | Baran bo Odar | Jantje Friese & Marc O. Seng | 27 juin 2020   |
| En 1888, Franziska, Magnus, Bartosz et Jonas adulte apprennent par Martha l'existence du deuxième monde - la dimension alternative - dans l'usine de machines de Tannhaus. Bartosz raconte à Martha comment ils sont arrivés en 1888. Le vieux Gustav Tannhaus - le grand-père de H.G. Tannhaus - promet à Jonas qu'il peut créer un paradis. Bartosz montre à Martha une loge secrète où Heinrich Tannhaus (le père de Gustav) a tenté de construire une machine à remonter le temps pour empêcher la mort de sa femme - cette loge deviendra le siège de Sic Mundus. Martha révèle à Bartosz que Jonas est Adam. En 1987, Katharina, adulte, rend visite à Ulrich dans l'unité psychiatrique et promet de le faire sortir. Le mariage de Tronte avec Jana est tendu en raison de la mort de Mads et de la liaison de Tronte avec Claudia. Tronte rend visite à Regina, qu'il croit être son enfant, et décide d'arrêter d'enquêter sur la disparition de Claudia pour le bien de son mariage. Pendant ce temps, l'Inconnu s'introduit dans la centrale électrique et assassine la secrétaire de Claudia. En septembre 2020, trois mois après l'apocalypse, Claudia, adulte, soigne Regina, malade, tout en cherchant un moyen de sauver ceux qui ont péri dans l'apocalypse. Pendant l'absence de Claudia, Regina reçoit la visite du vieux Tronte, qui l'étouffe à contrecœur. Peter et Elisabeth recherchent Charlotte et Fransizka et apprennent qu'un mur d'enceinte va être construit autour de Winden. Ils rencontrent Noah, adolescent, qui dort maintenant dans les grottes de Winden ; il dit qu'il protégera Elisabeth après la mort de Peter. Dans la dimension alternative 2019, la vieille Martha montre à Jonas l'arbre généalogique complet des Winden. Elle lui dit que les deux mondes sont voués au même sort, et que dans son monde, l'apocalypse se produira dans trois jours seulement. |                     |                                     |               |                              |                |
| 21 | 3                   | Adam et Eva Adam und Eva            | Baran bo Odar | Jantje Friese                | 27 juin 2020   |
| En 1888, l'Inconnu assassine Gustav Tannhaus. Bartosz se dispute avec Jonas, furieux qu'il n'ait pas dit au groupe qu'il est Adam. Martha convainc Jonas qu'on peut lui faire confiance en lui donnant une capsule qui peut activer la particule divine. Jonas tente d'activer la particule, mais le courant utilisé n'est pas assez puissant. Martha en profite pour voyager en 2053, où il est révélé qu'elle reçoit des ordres d'Adam. Dans la dimension alternative 2019, la vieille Martha dit à Jonas qu'elle est Eva - l'homologue d'Adam dans ce monde - et que sa connexion avec Jonas lie les deux mondes en un « nœud » inséparable. Eva affirme alors qu'elle veut sauver les deux mondes, qu'Adam veut les détruire, et que si Jonas veut que Martha vive, il doit guider la Martha du monde d'Eva pour qu'elle devienne elle-même Eva. Plus tard, l'Inconnu est montré comme travaillant pour Eva et lui remet les clés du système de contrôle du volume de la centrale nucléaire. Ailleurs dans le monde d'Eva, Ulrich informe son équipe que Kilian, Bartosz, Franziska, Magnus et Martha ont trouvé le corps non identifié d'un enfant des années 1980 portant la carte d'identité de Mads Nielsen. Charlotte visite le bunker et trouve le pendentif d'Helge. Hannah apprend la liaison d'Ulrich et fait chanter Aleksander pour ruiner la vie de Charlotte. Helge avoue à la police qu'il a tué Mads. Jonas explique son apparition dans la dimension alternative du Winden de 2019 à Martha et l'emmène à travers le trou de ver de la grotte. Ils émergent dans un paysage désertique et sont abordés par une Martha adulte, qui leur dit qu'ils sont dans le futur. |                     |                                     |               |                              |                |
| 22 | 4                   | L'Origine Der Ursprung              | Baran bo Odar | Jantje Friese                | 27 juin 2020   |
| En 1954, le jeune Tronte rencontre l'Inconnu, qui lui dit qu'il a rencontré sa mère il y a longtemps et qu'il est responsable de son nom (ce qui implique qu'il est le père de Tronte). Il offre à Tronte un bracelet en forme d'ouroboros. Egon a une liaison avec Hannah adulte (vivant sous l'identité de Katharina) et lui offre le pendentif de Saint Christophe. Doris vient voir Egon pour l'aider à retrouver Agnès Nielsen et rencontre ensuite l'Inconnu dans l'église, qui lui suggère qu'Egon a une liaison. Hannah découvre qu'elle est enceinte et le dit à Egon, qui se demande s'il s'agit de son enfant et lui donne de l'argent pour se faire avorter. Egon tente de se réconcilier avec Doris, mais celle-ci décide de divorcer, ce qui l'entraîne sur la voie de l'alcoolisme. Hannah rencontre une jeune Helene Albers - la future mère de Katharina - alors qu'elle attend de se faire avorter, mais elle se ravise et laisse le collier de Saint-Christophe qu'Egon lui avait donné. Jana reçoit le bracelet ouroboros de Tronte et commence à tomber amoureuse de lui, tandis que Tronte a ses premières expériences sexuelles avec Claudia. L'Inconnu menace le maire de Winden pour qu'il signe le permis de construire de la centrale nucléaire. Adam a déplacé la base d'opérations de Sic Mundus en 2053. Agnès et Adam regardent la Particule de Dieu en toute sécurité, et Agnès dit qu'elle connaît la véritable origine du cycle. Plus tard, elle entre dans la Particule de Dieu. En 2052, dans le monde d'Eva - qui a été transformé en désert par l'apocalypse - Jonas et Martha se retrouvent dans le bunker avec la Martha adulte, qui leur dit qu'ils peuvent empêcher l'apocalypse s'ils parviennent à empêcher l'ouverture des barils de la centrale électrique, mais qu'un seul des mondes peut être sauvé et que Jonas doit choisir Eva plutôt que la Martha de son monde. Après leur départ, Noah du monde d'Eva arrive au bunker et observe l'arbre généalogique avec la Martha adulte, remarquant que la lignée familiale des Winden est en fait un cercle infini qui trouve son origine dans Jonas et Martha. Martha et Jonas retournent en 2019 et ont des rapports sexuels passionnés. Pendant ce temps, en 2053, dans le monde d'Adam, ce dernier révèle à Martha qu'elle est enceinte et que son enfant avec Jonas - l'Inconnu - est à l'origine de l'arbre généalogique. |                     |                                     |               |                              |                |
| 23 | 5                   | Vie et Mort Leben und Tod           | Baran bo Odar | Jantje Friese                | 27 juin 2020   |
| En 1987, Katharina tente de libérer Ulrich et élabore un plan pour voler une carte-clé à sa mère Helene, qui travaille dans l'établissement psychiatrique. Elle suit Helene dans les bois, mais une confrontation s'ensuit, au terme de laquelle Helene frappe Katharina à mort avec une pierre et noie son corps dans le lac. Elle laisse involontairement tomber le pendentif de Saint-Christophe sur la rive (où il sera retrouvé plus tard par Jonas et Martha en 2019). Pendant ce temps, H.G. Tannhaus révèle à une Charlotte adolescente qu'elle lui a été donnée par deux femmes mystérieuses peu de temps après que son fils, sa belle-fille et sa petite-fille aient été tués dans un accident de voiture, disant qu'il ne sait pas qui sont réellement ses parents. Charlotte, bouleversée, rencontre ensuite Peter à la gare routière, qui arrive à Winden pour rencontrer son père, Helge, pour la première fois. En 2020, Peter continue de rechercher sa fille aînée et sa femme. Elisabeth tente de lui faire admettre qu'elles sont mortes et refuse de poursuivre les recherches. En retournant à leur caravane, elle est accueillie par un intrus qui l'attache et tente ensuite de la violer. Peter revient et tente de la sauver mais il est assassiné par le cambrioleur. Elisabeth matraque le cambrioleur à mort avec un extincteur. Elle se rend dans la grotte et est retrouvée par Noah. Pendant ce temps, Claudia est rencontrée par son homologue du monde d'Eva, qui la prévient que Jonas finira par devenir Adam et tentera de détruire les deux mondes pour dénouer le nœud d'événements qui les lie. L'autre moi de Claudia lui confie la tâche de sauver les deux mondes et lui donne le journal du triquetra pour la première fois. En 2053, Adam persuade Charlotte d'accomplir une tâche pour lui. Elle et Elisabeth font leurs adieux à Franziska et entrent dans la Particule de Dieu. En 2019, dans le monde d'Eva, Jonas conduit Martha à la centrale électrique pour empêcher l'apocalypse, mais après qu'elle s'est blessée au visage d'une manière similaire à une cicatrice sur le visage d'Eva, il réalise qu'Eva lui a menti et qu'ils ne font que perpétuer le cycle des événements dans son monde. Avec Martha, il va confronter Eva, qui apparaît avec son âge mûr. Elle dit à Jonas qu'il a accompli ce qu'il devait faire dans son monde, avant qu'une autre Martha, adolescente, portant une grande cicatrice sur le visage, n'émerge de derrière une porte, tire et tue Jonas. |                     |                                     |               |                              |                |
| 24 | 6                   | Ombre et Lumière Licht und Schatten | Baran bo Odar | Jantje Friese & Marc O. Seng | 27 juin 2020   |
| En 2020, Claudia se rend à la centrale électrique abandonnée et trouve la particule de Dieu dans un état dormant. Elle rencontre Jonas, qui est apparemment toujours en vie. Claudia persuade Jonas de l'aider à restaurer la particule divine. En 2052, dans le monde d'Eva, celle-ci explique à sa version adolescente terrifiée que la mort de Martha dans le monde d'Adam est le point où deux réalités parallèles se chevauchent : dans un scénario, Jonas est sauvé de l'apocalypse par l'autre Martha et amené dans le monde d'Eva, où il est finalement tué ; dans un second scénario, Jonas n'est pas rencontré par l'autre Martha et vit dans son propre monde, devenant finalement Adam. Eva dit que ces chaînes d'événements divergentes coexistent dans un enchevêtrement quantique. Martha se rend le jour de l'apocalypse dans le monde d'Eva et tente de demander de l'aide à Magnus, qui la repousse. Elle s'adresse ensuite à Bartosz, lui disant que l'apocalypse sera déclenchée par l'ouverture des barils de la centrale électrique. Aleksander, ignorant la tentative de chantage d'Hannah, appelle Charlotte à la centrale électrique pour tenter de se disculper auprès de la police. Incapables de joindre Aleksander, Martha et Bartosz courent vers la centrale, mais sont interceptés par les adultes Magnus et Franziska du monde d'Adam, qui expliquent qu'Eva lui a menti. Ils envoient Martha en mission pour sauver Jonas de l'apocalypse. Bartosz retrouve son moi adulte, qui a été envoyé par Eva avec les autres acolytes d'Erit Lux (l'équivalent de Sic Mundus dans son monde) - Noah (adulte et adolescent), Claudia, Egon et Martha adulte - pour achever le cycle des événements de son monde. Pendant ce temps, les Inconnus voyagent jusqu'en 1986 dans les deux mondes pour déclencher le rejet de déchets de césium radioactifs à la centrale électrique - c'est l'incident qui finit par entraîner à la fois la création du trou de ver dans la grotte et l'apocalypse. En 2019, Aleksander et Charlotte ouvrent un baril de déchets radioactifs à la centrale électrique, libérant par inadvertance la matière noire et provoquant l'apocalypse dans le monde d'Eva. En 2053, dans le monde d'Adam, celui-ci fait Martha prisonnière. Il tente de détruire l'origine en activant la particule divine au moment de l'apocalypse dans les deux mondes et en libérant l'énergie des deux apocalypses sur Martha, la tuant à jamais ainsi que l'enfant. |                     |                                     |               |                              |                |
| 25 | 7                   | Entre-Deux Zwischen der Zeit        | Baran bo Odar | Jantje Friese                | 27 juin 2020   |
| Cet épisode retrace l'enchaînement de divers événements de 1888 à 2053 qui complètent le cycle des événements de Winden. L'épisode commence par l'explication par H.G. Tannhaus du paradoxe du chat de Schrodinger, qui sert de métaphore aux deux séquences d'événements qui se succèdent au cours de l'apocalypse de 2020 : dans l'une, Martha du monde d'Eva sauve Jonas de l'apocalypse, et dans l'autre, elle est arrêtée par Bartosz, qui a été envoyé par son moi adulte sur les ordres d'Eva. Dans ce scénario, Bartosz ramène Martha dans son monde pour qu'elle affronte Eva, qui lui ordonne de tuer Jonas lorsqu'il arrivera au siège d'Erit Lux avec Martha en 2019. Eva marque le visage de Martha pour lui rappeler de quel côté elle est. En 1890, Bartosz rencontre Silja, qui a été envoyée de 2053 par Adam. Ils auront deux enfants ensemble, respectivement en 1904 et 1910 : Hanno (Noah) et Agnes (dont la naissance entraîne la mort de Silja). En 1911, Hannah arrive avec la jeune Silja chez Jonas, qui a commencé à se transformer en Adam. Jonas tue Hannah en l'étranglant et recueille Silja qui deviendra un membre de Sic Mundus. De 1974 à 1986, on voit H.G. Tannhaus construire sa propre machine à remonter le temps dans le bunker, afin d'empêcher la mort de son fils, de sa belle-fille et de sa petite-fille. En 2023, Jonas et Claudia ne parviennent pas à réactiver la particule divine. Jonas tente de se suicider par désespoir mais est arrêté par l'adolescent Noah. Noah prouve à Jonas qu'il ne peut pas se suicider, puisque son moi adulte existe déjà, et lui rappelle son engagement à aider Noah et Claudia à restaurer la particule divine. Cet effort se poursuit jusqu'en 2041, date à laquelle Elisabeth a donné naissance à Charlotte. L'adulte Elisabeth et Charlotte de 2053 se rendent en 2041 pour enlever la petite Charlotte (qu'elles livrent finalement à Tannhaus). Noah soupçonne Claudia d'être responsable, ce qui l'amène à rechercher les pages manquantes du carnet de Claudia et à être initié à Sic Mundus par Adam en 1920. Pendant ce temps, Claudia - qui a délibérément retardé la restauration de la particule divine sur les ordres de son double - tue son double et commence à se faire passer pour elle pour sauver les apparences auprès d'Eva, tout en recueillant des informations sur le cycle des événements entre les deux mondes. En 2052, la vieille Claudia envoie l'adulte Jonas en mission à Winden en 2019, établissant le cycle des événements qui a commencé dans la première saison. En 2053, la tentative d'Adam de détruire l'Origine ne parvient pas à effacer son existence, ce qui le déconcerte. Il est alors rencontré par une vieille Claudia, qui lui dit qu'elle sait comment les mondes sont connectés.                                                     |                     |                                     |               |                              |                |
| 26 | 8                   | Le Paradis Das Paradies             | Baran bo Odar | Jantje Friese                | 27 juin 2020   |
| En 2053, Claudia explique à Adam que lui et Eva sont liés par un inextricable nœud de triquetra dont l'origine se situe en dehors de leurs deux mondes, et que tous deux répètent sans cesse le cycle (qui inclut les tentatives d'Adam pour y mettre fin). Claudia demande à Adam d'empêcher l'origine dans un troisième monde, le monde originel, où H.G. Tannhaus a créé une machine à remonter le temps pour empêcher la mort de la famille de son fils, ce qui a divisé par inadvertance son monde en deux mondes connectés, celui d'Adam et celui d'Eva. En 2052, dans le monde d'Eva, celle-ci présente à l'adolescente Martha son fils, l'Inconnu, et l'oblige à tirer sur Jonas, comme l'a fait sa cadette, en prétendant que c'est nécessaire pour sauver leur fils. Adam revient vers Jonas le jour de l'apocalypse et l'emmène dans le monde d'Eva, dont Jonas n'a pas conscience à ce moment-là. Adam exhorte Jonas à empêcher l'origine avec l'autre Martha, car c'est leur lien qui unit les deux mondes. Adam rend ensuite visite à Eva et, à sa grande surprise, refuse de la tuer comme elle s'en souvient. Eva se rend compte que le cycle a finalement été brisé. Jonas et Martha se rendent dans le monde des origines par le passage de la grotte et réussissent à empêcher la mort de Marek, le fils de Tannhaus, de sa femme Sonja et de leur petite fille Charlotte, éliminant ainsi la douleur qui a poussé Tannhaus à créer la machine à remonter le temps. Une fois l'origine empêchée, Jonas, Martha et la plupart des autres personnages sont effacés de l'existence ainsi que leurs mondes respectifs. Les seuls personnages principaux d'âge moyen qui restent dans le monde d'origine sont ceux qui ne sont pas nés à la suite du voyage dans le temps : Hannah, Katharina, Peter, Regina et les frères et sœurs Wöller. De plus, Claudia et Bernd sont présentés comme les parents de Regina. Dans le monde des origines, Peter est en couple avec Bernadette, Regina et Katharina sont heureuses et célibataires puisque Ulrich n'a jamais existé dans le monde des origines et que Regina n'a jamais rencontré Aleksander/Boris, et Hannah attend un enfant de Torben Wöller. Tous les six dînent dans la maison de Regina (qui était la résidence des Kahnwald dans le monde d'Adam et la résidence des Nielsen dans le monde d'Eva). Au milieu d'un orage, Hannah remarque un imperméable jaune (semblable à celui porté par Jonas et Martha dans leurs mondes respectifs) et éprouve une intense impression de déjà-vu ; son souvenir présente des similitudes avec le destin des deux mondes, ce qui implique que leurs événements ont encore influencé le monde d'origine d'une certaine manière. Lorsqu'on lui demande comment elle va appeler son enfant, Hannah prend un moment pour réfléchir et se décide pour un nom : Jonas. |                     |                                     |               |                              |                |

## Univers
Cette série est basée sur le voyage dans le temps, les paradoxes, et réadapte d'anciens mythes.

### Lieux
La totalité des événements de la série prennent place, à différentes époques, dans une ville allemande fictive du nom de Winden, présentée comme rurale. Elle possède une centrale nucléaire tenue par la famille Tiedemann au centre d'une forêt dense, lieu d'événements mystérieux qui semblent défier la réalité . Bien qu'il existe véritablement une commune allemande appelée Winden im Elztal (au sud de laquelle se trouve la Forêt-Noire, un site naturel connu entre autres pour être lié au folklore allemand et une source d'inspiration des Frères Grimm), celle-ci ne présente aucun lien avec la ville fictive de la série. En outre, les réalisateurs ont déclaré dans une interview avoir voulu « un quelque part qui pourrait être n'importe où ». Les lieux de tournage réels se situent tous autour de Berlin.

### Technologie
Le voyage dans le temps constitue le thème majeur de la série. Il est rendu possible par l'utilisation de différents systèmes se dévoilant au cours de la série et fondés sur les connaissances scientifiques acquises au cours du vingtième siècle concernant la masse, la gravitation et la mesure du temps. On distingue cinq types de système :
- une masse de matière sombre instable en suspension, créée par la centrale nucléaire de la ville ;
- un réseau souterrain présent dans une grotte sous la centrale et délimité par des portes marquées du symbole de la Trinité et de la phrase latine « Sic Mundus Creatus Est » (en français : « Ainsi fut créé le monde ») ;
- une chaise présente dans un bunker portant des bobines électromagnétiques sur son dossier et des attaches sur ses accoudoirs et ses pieds ;
- un mécanisme horloger de la taille d'une mallette nécessitant un signal électromagnétique (type réseau téléphonique) et capable de stabiliser la matière sombre ;
- une boule dorée de la taille d'une main, modèle réduit et avancé du mécanisme horloger.

Les machines reposant sur l'utilisation de la matière sombre opèrent par un mécanisme reliant le césium 137 (un isotope de l'élément césium) et le boson de Higgs (parfois appelé « particule de Dieu » et décrit comme responsable de la masse des particules) capable de former un trou noir en tant que point de départ et un trou blanc en tant que point d'arrivée, dont la liaison prend la forme d'un trou de ver (aussi appelé « pont d'Einstein-Rosen ») assez stable pour être traversé par une ou plusieurs personnes.
Tous les systèmes ont démontré la capacité et limitation commune de ne pouvoir voyager que précisément 33 ans dans le passé ou dans le futur. (À l'exception du dernier système permettant de voyager entre les mondes parallèles, dans lesquels le passé n'est pas exactement identique.)
Ce mécanisme temporel est utilisé par les personnages pour se rendre à diverses époques et prendre part aux événements qui s'y déroulent, ce qui a pour conséquence d'affecter le futur de ces époques et donc le passé et le présent de celles d'où ces personnages viennent. Cela résulte inévitablement en des paradoxes temporels que la série explique et accepte, d'une part à travers le narrateur invitant le spectateur à ne pas voir le temps comme linéaire (du passé vers l'avenir) mais comme circulaire (l'accomplissement d'un acte peut constituer sa propre origine), et d'autre part en basant une partie importante de son suspense sur le véritable arbre généalogique des habitants de la ville. Ce point d'intrigue est alors lié et accentué par les secrets que se gardent de divulguer les personnages.

### Personnages

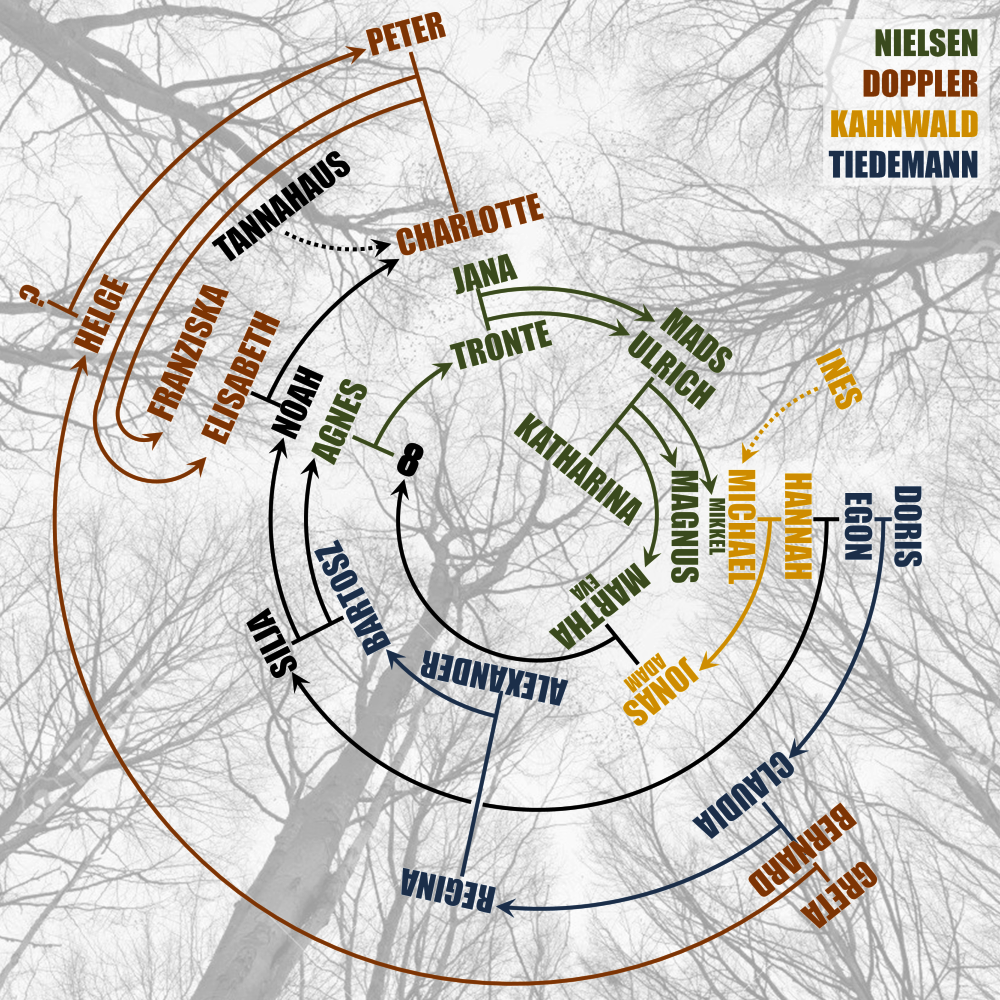

#### Famille Kahnwald
- Daniel Kahnwald : l'arrière grand-père adoptif de Jonas, père d'Ines Kahnwald
- Ines Kahnwald : la grand-mère adoptive de Jonas, infirmière, mère adoptive de Michael Kahnwald
- Michael Kahnwald : le père et le beau-frère de Jonas, suicidé, qui est Mikkel Nielsen adulte, fils de Katharina et Ulrich Nielsen
- Hannah Kahnwald : la mère de Jonas et de Silja, épouse de Michael, amante d'Ulrich (dans le présent) et d'Egon (dans le passé), grand-mère d'Hanno (Noah), d'Agnes et de l'origine. Épouse de Torben dans le monde originel.
- Jonas Kahnwald : le fils de Hannah et Michael Kahnwald, ami de Bartosz Tiedemann, demi-frère de Silja, neveu et amant de Martha et père de l'origine.

#### Famille Nielsen
- Agnes Nielsen : la grand-mère d’Ulrich, fille de Bartosz et Silja, sœur de Noah, petite fille d'Hannah, Egon, Regina et Aleksander, nièce de Jonas et Claudia et en même temps arrière-petite-fille de Claudia, mère de Tronte (à la suite de sa relation avec l'Origine), tante de Charlotte Doppler, amante de Doris Tiedemann en 1953
- Tronte Nielsen : le grand-père, père d’Ulrich et neveu de Noah, fils d'Agnes et de l'Origine
- Jana Nielsen : la grand-mère, mère d’Ulrich
- Ulrich Nielsen : le père, policier ; amant d'Hannah (dans le monde d'Adam) ; divorcé de Katharina, remarié à Hannah et amant de Charlotte dans le monde d'Eva
- Mads Nielsen : le frère d’Ulrich disparu en 1986
- Katharina Nielsen : l'épouse d'Ulrich, mère de Magnus, Martha et Mikkel, proviseure de lycée
- Magnus Nielsen : le fils aîné, petit-ami de Franziska Doppler
- Martha Nielsen : la fille, petite amie de Bartosz Tiedemann (dans le monde d'Adam) et de Kilian Obendorf (dans le monde d'Eva) mais amoureuse de Jonas, qui s'avère être son neveu, dans les deux mondes. Mère de l'origine.
- Mikkel Nielsen : le fils disparu en 2019, devenu Michael Kahnwald après son arrivée en 1986 (devenu fils adoptif d'Ines Kahnwald), mari d'Hannah et père de Jonas dans le monde d'Adam.

#### Famille Doppler
- Bernd Doppler : l’arrière-grand-père, créateur de la centrale nucléaire en 1957, père de Helge (biologique) et de Regina Tiedemann
- Greta Doppler : l’arrière-grand-mère, mère de Helge
- Helge Doppler : le grand-père, beau-père de Charlotte, demi-frère de Regina Tiedemann
- Charlotte Doppler : la mère, policière et fille de sa propre fille Elisabeth et de Noah
- Peter Doppler : Mari de Charlotte, père de Franziska et Elizabeth, fils de Helge, psychologue dans le monde d'Adam, pasteur dans le monde d'Eva
- Franziska Doppler : la fille aînée (sourde dans le monde d'Eva), petite-amie de Magnus
- Elisabeth Doppler : la fille cadette (sourde dans le monde d'Adam), à la fois fille et mère de Charlotte

#### Famille Tiedemann
- Egon Tiedemann : l’arrière-grand-père, policier et père de Claudia. Amant d'Hannah et père de Silja, grand-père d'Hanno (Noah) et Agnes.
- Doris Tiedemann : l’arrière-grand-mère, la mère de Claudia
- Claudia Tiedemann : la grand-mère, directrice de la centrale nucléaire en 1986, mère de Regina et demi-sœur de Silja.
- Regina Tiedemann : la mère, propriétaire d’hôtel et demi-sœur d'Helge Doppler
- Aleksander Tiedemann (anciennement Köhler)  / Boris Niewald : le père, directeur de la centrale nucléaire en 2019
- Bartosz Tiedemann : petit fils de Claudia et de Bernd Doppler, ami et beau-frère de Jonas Kahnwald et ex-copain de Martha Nielsen. Mari de Silja et père de Hanno (Noah) et d'Agnes. Petit-neveu de Silja. Cousin de Peter Doppler.
- Silja Tiedemann : fille de Hannah Kannwald et Egon Tiedemann. Femme de Bartosz, elle donne naissance à Hanno (Noah) et Agnes. Grand-tante de Bartosz. Et demi-sœur de Jonas et de Claudia.

#### Famille Obendorf
- Jürgen Obendorf : le père
- Ulla Obendorf : la mère
- Kilian Obendorf : le fils aîné (présent dans le monde d'Eva), frère d'Erik
- Erik Obendorf : le fils disparu en 2019

#### Autres personnages
- Noah (Hanno Tauber) : le prêtre, père de Charlotte, frère d'Agnes Nielsen, oncle de Tronte Nielsen et grand oncle d'Ulrich, époux d'Elisabeth Doppler, fils de Bartosz et Silja et donc petit fils d'Hannah, Egon, Regina et Aleksander, neveu de Jonas et Claudia et, en même temps, l'arrière petit fils de Claudia
- L'étranger : Jonas Kahnwald (33 ans après)
- Adam : qui est en réalité Jonas Kahnwald (66 ans après, devenu âgé et défiguré)
- H. G. Tannhaus : l'horloger, écrivain et grand-père adoptif de Charlotte
- Torben Wöller : sergent de police et collègue de Charlotte, il est borgne dans le monde d'Adam et dans celui d'Eva il lui manque un bras. Mari d'Hannah dans le monde originel.
- Bernadette Wöller : prostituée dans le monde d'Adam (c'est un personnage transgenre ; par ailleurs, son frère est Torben Wöller) ; jeune homme (Benjamin) parlant dans l'église avec le pasteur Peter dans le monde d'Eva ; compagne de Peter dans le monde originel.
- W. Clausen : chef de la commission spéciale (dans la police, dans le monde d'Adam), frère du vrai Aleksander Köhler, dont Boris Niewald a pris l'identité en 1986
- Eva : version future de Martha dans le monde d'Eva ; pendant d'Adam
- L'Origine : fils de Jonas et de Martha ; relation avec Agnès ; père de Tronte
- Membres de la famille de H.G. Tannhaus : Marek, le fils de H.G. Tannhaus, Sonja, sa conjointe et Charlotte, leur bébé

### Références littéraires et artistiques

Triquetra
Triangle de Penrose
Ouroboros
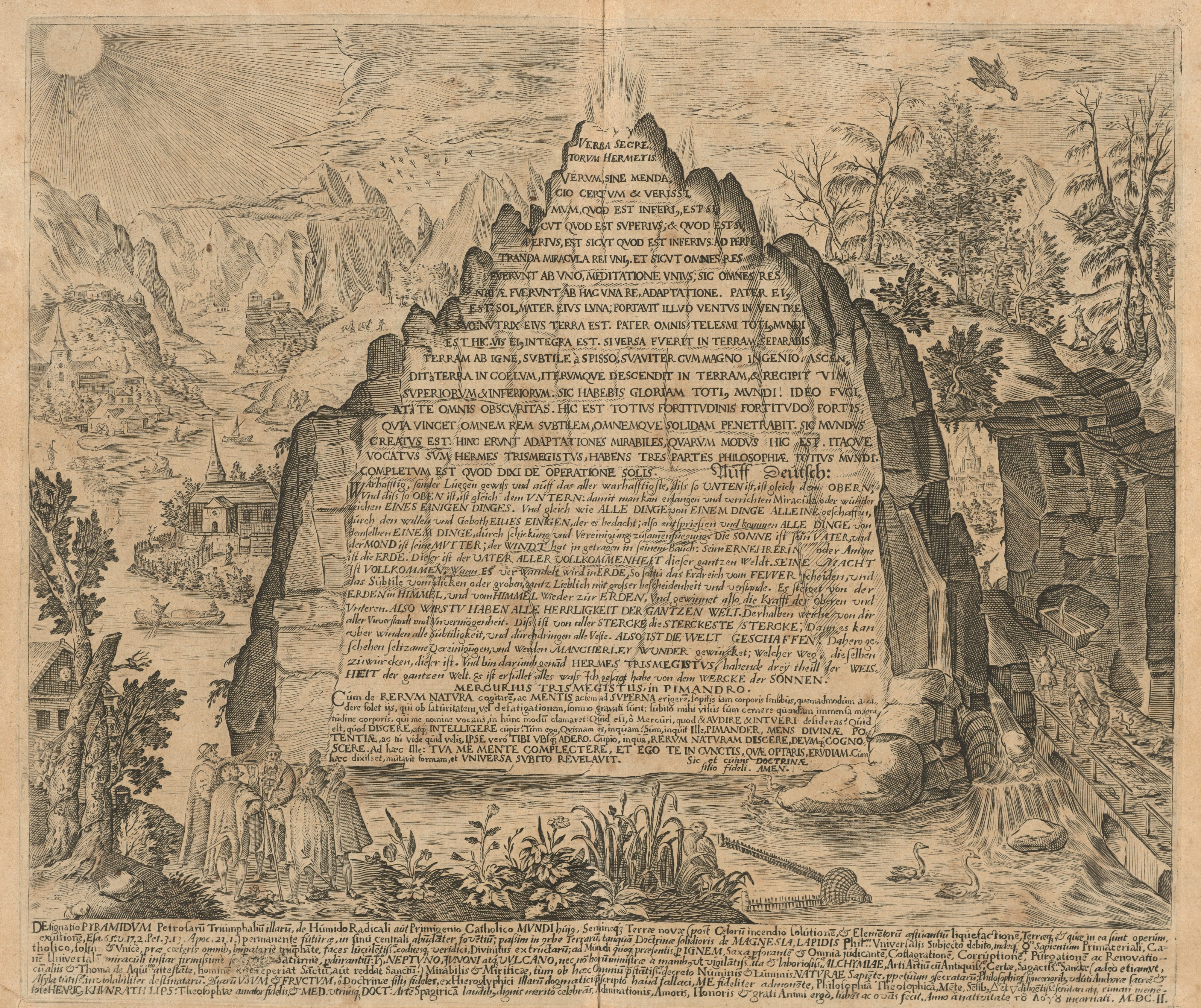
Table d'émeraude (1610)
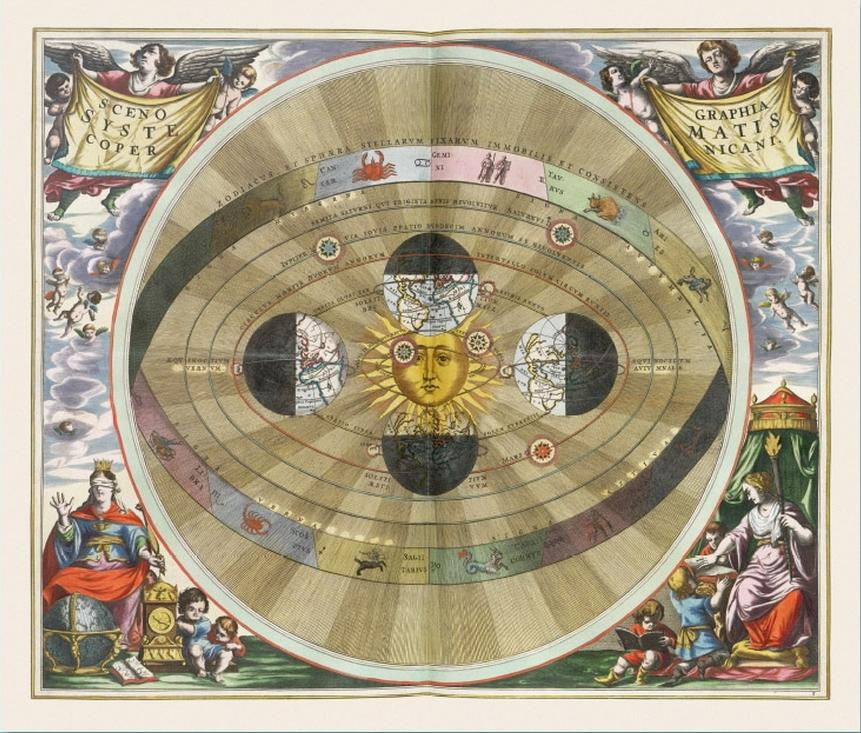
Harmonia Macrocosmica (1660)
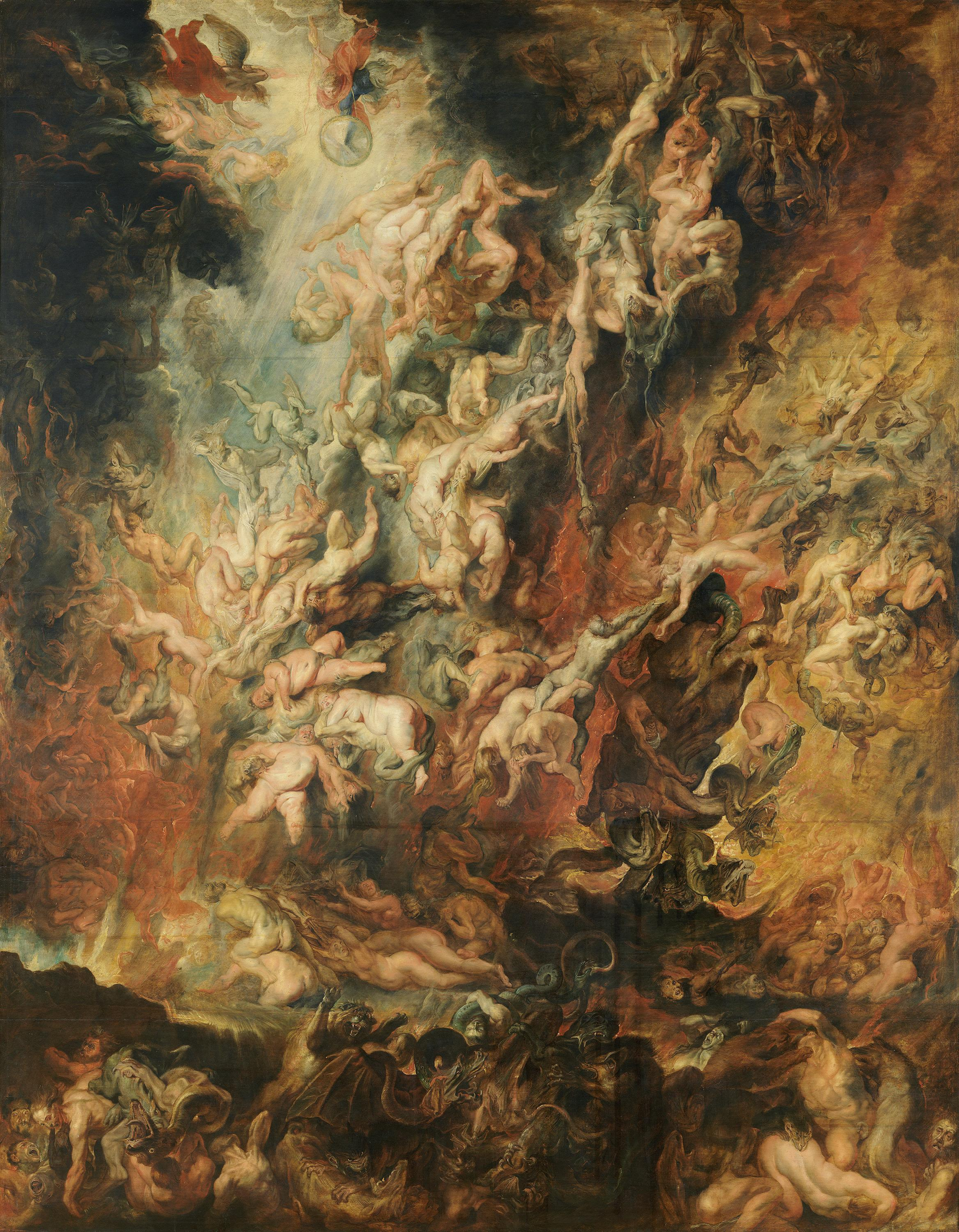
La Chute des damnés, Rubens, 1620
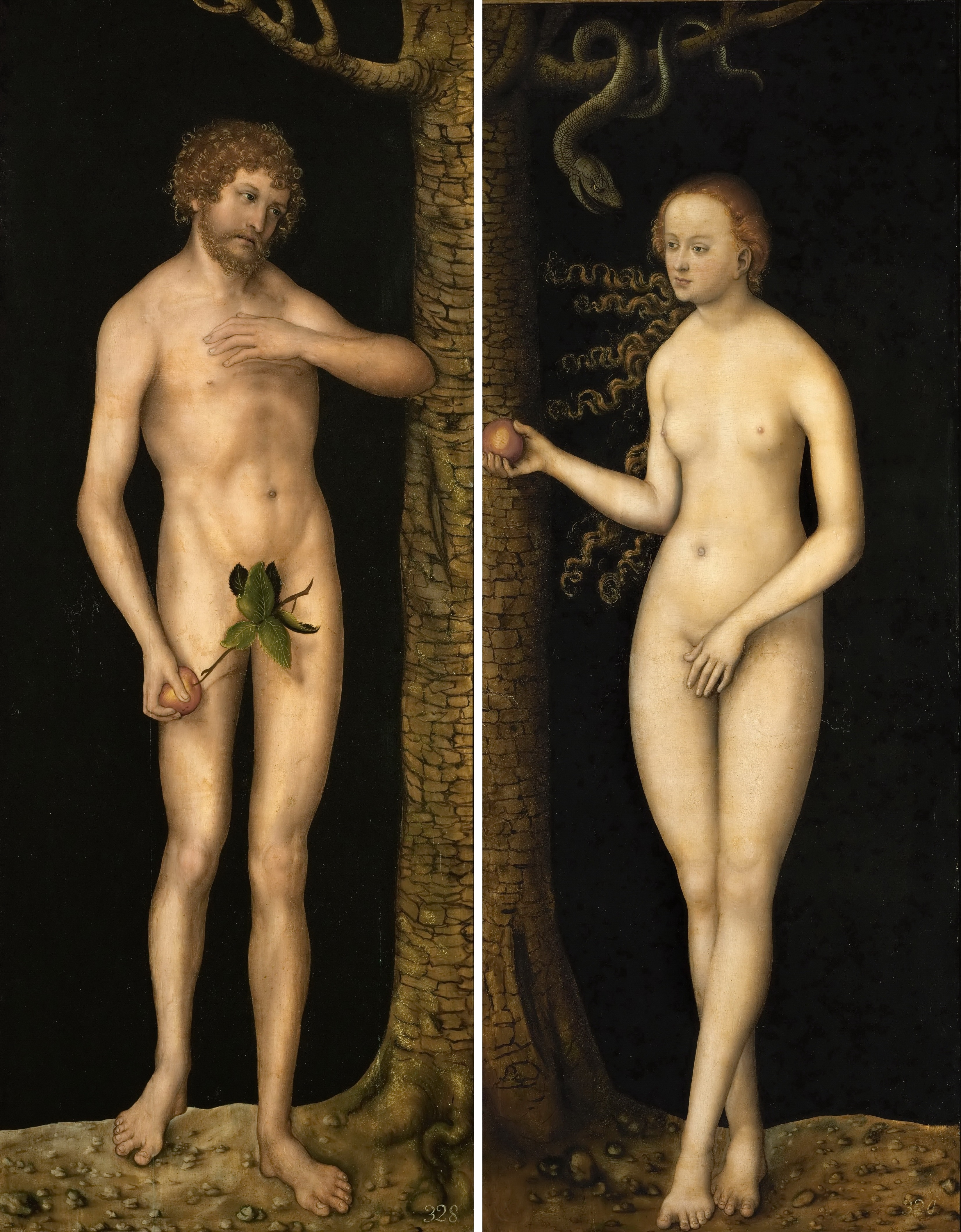
Adam et Ève, Cranach, 1610-1620